# Liste der reichsten Inder
Die reichsten Inder sind nach Angaben des US-amerikanischen Magazins Forbes (Stand: Dezember 2024):
| Weltweiter Rang | Nationaler Rang | Name                       | Vermögen in US-Dollar | Alter | Herkunft des Vermögens   |
| --------------- | --------------- | -------------------------- | --------------------- | ----- | ------------------------ |
| 18              | 1               | Mukesh Ambani              | $100,2 Milliarden     | 67    | Reliance Industries      |
| 25              | 2               | Gautam Adani               | $65,0 Milliarden      | 62    | Adani Group              |
| 36              | 3               | Shiv Nadar                 | $42,8 Milliarden      | 79    | HCL Technologies         |
| 40              | 4               | Savitri Jindal und Familie | $41,1 Milliarden      | 74    | Jindal Group             |
| 62              | 5               | Dilip Shanghvi             | $29,2 Milliarden      | 69    | Sun Pharmaceuticals      |
| 87              | 6               | Kumar Mangalam Birla       | $23,0 Milliarden      | 57    | Aditya Birla Group       |
| 96              | 7               | Cyrus Poonawalla           | $21,3 Milliarden      | 83    | Serum Institute of India |
| 101             | 8               | Kushal Pal Singh           | $19,2 Milliarden      | 93    | DLF Limited              |
| 112             | 9               | Ravi Jaipuria              | $17,7 Milliarden      | 70    | RJ Corp                  |
| 132             | 10              | Lakshmi Mittal             | $16,1 Milliarden      | 74    | Arcelor Mittal           |
| 133             | 11              | Radhakishan Damani         | $16,1 Milliarden      | 69    | DMart                    |
| 165             | 12              | Uday Kotak                 | $13,5 Milliarden      | 65    | Kotak Mahindra Bank      |
| 185             | 13              | Sunil Mittal und Familie   | $12,6 Milliarden      | 67    | Bharti Enterprises       |
| 187             | 14              | Azim Premji                | $12,4 Milliarden      | 79    | Wipro                    |
| 190             | 15              | Mangal Prabhat Lodha       | $12,3 Milliarden      | 69    | Macrotech Developers     |